# Hal Rogers
Harold Dallas Rogers dit Hal Rogers, né le 31 décembre 1937, est un homme politique américain, représentant républicain du Kentucky à la Chambre des représentants des États-Unis depuis 1981.

## Biographie
Hal Rogers est procureur des comtés de Pulaski et Rockcastle de 1969 à 1981.
En 1979, il est le candidat républicain pour le poste de lieutenant-gouverneur, mais il est battu. L'année suivante, il est élu à la Chambre des représentants des États-Unis dans le 5e district du Kentucky avec 68 % des voix. Il est depuis réélu tous les deux ans avec plus de 65 % des suffrages, à l'exception de l'élection de 1992 lorsqu'il ne remporte que 54,6 % des suffrages face au démocrate John Hays.
Après le départ à la retraite de Grace Napolitano à la suite des élections de 2024, il devient le membre votant le plus âgé de la chambre des représentants.

## Historique électoral

### Chambre des représentants
| Année | Hal Rogers | Démocrate | Indépendant |
| ----- | ---------- | --------- | ----------- |
| Année |            |           |             |
| 1980  | 67,48 %    | 32,52 %   | —           |
| 1982  | 65,17 %    | 34,83 %   | —           |
| 1984  | 75,88 %    | 24,12 %   | —           |
| 1986  | 100,00 %   | —         | —           |
| 1988  | 100,00 %   | —         | —           |
| 1990  | 100,00 %   | —         | —           |
| 1992  | 54,62 %    | 45,38 %   | —           |
| 1994  | 79,42 %    | 20,58 %   | —           |
| 1996  | 99,99 %    | —         | 0,01 %      |
| 1998  | 78,23 %    | 21,17 %   | —           |
| 2000  | 73,55 %    | 26,45 %   | —           |
| 2002  | 78,29 %    | 21,71 %   | —           |
| 2004  | 100,00 %   | —         | —           |
| 2006  | 73,76 %    | 26,24 %   | —           |
| 2008  | 84,11 %    | —         | 15,89 %     |
| 2010  | 77,42 %    | 22,58 %   | —           |
| 2012  | 77,90 %    | 22,10 %   | —           |
| 2014  | 78,25 %    | 21,75 %   | —           |
| 2016  | 100,00 %   | —         | —           |
| 2018  | 78,9 %     | 21,0 %    | 0,1 %       |
| 2020  | 84,4 %     | 15,6 %    | —           |
| 2022  | 82,2 %     | 17,8 %    | —           |
| 2024  | 100 %      | —         | —           |